# 顧客離れ
顧客離れ (英: customer attrition, customer churn, customer turnover, customer defection)とは、顧客を失うこと。顧客の離反、顧客の離脱、顧客の解約と言われることもある。顧客の乗り換え (customer switching)も類義語。
銀行、電話サービス会社、インターネットサービスプロバイダー、有料テレビ会社、保険会社、および警備保障サービスは、多くの場合、顧客の解約分析と解約率を主要な業績評価指標の1つとして使用する（キャッシュフロー、 EBITDAなどとともに）。既存顧客維持のためのコストは、新規顧客獲得よりもはるかに少ない 。これらの業界の企業は、多くの場合、乗り換えたクライアントを取り戻そうとするカスタマーサービス部門を持つ。長年の顧客を回復できると、新規顧客よりもはるかに価値があるためである。
企業は通常、自発的解約と非自発的解約を区別する。自発的解約は、顧客が他の会社やサービスプロバイダーに切り替えることを決定したことにより発生し、非自発的解約は、顧客の介護施設への移転、死亡、または遠隔地への移住などの状況により発生する。ほとんどのアプリケーションでは、解約の不本意な理由は分析モデルから除外される。アナリストは自発的な解約に集中する傾向がある。これは通常、請求のやり取りの処理方法やアフターサービスの提供方法など、企業が管理する企業と顧客の関係の要因が原因で発生するためである。
企業が顧客の解約率を測定する場合、通常、総減少と純減少を区別する。総減少とは、特定の期間における既存の顧客とそれに関連する契約商品またはサービスの経常収益の損失である。純減少は、総減少に、その期間の顧客の追加分を加えたものである。金融機関は、月次経常収益（またはMRR ）と呼ばれる加重計算を使用して、減少を追跡および測定する。 2000年代には、顧客情報のデータマイニングを行い、サービスや技術サポートへの不満、請求に関する紛争、会社の方針に対する不一致など、顧客の減少に関連する要因を分析できるビジネスインテリジェンスソフトウェアプログラムも多数登場した。より洗練された予測分析ソフトウェアは、解約のリスクの傾向を評価することによって顧客の解約を予測する解約予測モデルを用いる。これらのモデルは、潜在的な解約者の優先リストを生成するため、最も解約の確率が高そうな顧客グループに顧客維持マーケティングプログラムを集中させるのに効果的である。